# Buise
Buise je zaniklý ostrov před východofríským pobřežím, dosvědčený v pramenech mezi lety 1398 a 1650. V první polovině 17. století obnášela jeho délka asi 3 km, původně však byl patrně rozlehlejší (alespoň na základě dnešních názorů). Ležel mezi ostrovy Norderney a Juist a byl podle všech popisů neobydlen. Dnes se na jih od míst, kde se kdysi rozkládal, rozšířil svým východním koncem ostrov Juist.